# Joseph Marius Alexis Aubin
Pour les articles homonymes, voir Aubin.
Joseph Marius Alexis Aubin (18 juillet 1802, Tourrettes – 7 juillet 1891, Callian) est un paléographe américaniste et un collectionneur. Durant dix ans de séjour au Mexique (1830-1840), il rassembla une vaste collection de manuscrits et dessins ayant pour beaucoup appartenu à Lorenzo Boturini. Rachetée en grande partie par Eugène Goupil qui en fit don à la BnF, elle constitue l’essentiel du fonds mexicain de cette institution.
Il est cofondateur en 1857 de la Société Américaine de France, première tentative d’établir une société d’américanistes en France, et fut membre de la Commission scientifique du Mexique (1864-1867), comité histoire, linguistique, archéologie.

## Biographie
Il monte à Paris en 1812. Il s’intéresse au dessin et aux mathématiques et intègre en 1816 l’École des beaux-arts. Il entre ensuite au Pensionnat normal, dont il sort en 1822. Il enseigne dans les lycées de Sens et d’Auxerre, puis est nommé en 1826 directeur de la section des sciences de l’École préparatoire.
En 1830, il quitte la France sous les auspices d’Arago et Thénard pour entreprendre des recherches en physique et en astronomie, mais est immédiatement fasciné par les vestiges et objets archéologiques et les documents d’une culture qui s’avère beaucoup plus raffinée qu’il ne l’imaginait. Comme de plus il a été dépourvu malencontreusement de ses instruments scientifiques, il décide de se consacrer aux recherches archéologiques et historiques, puis bientôt, face à l’abondance des manuscrits et dessins, aux seules recherches historiques à partir de ces documents. Il apprend pour cela le nahuatl.
Il dispose de moyens financiers suffisants, qu’il entretient en devenant un temps précepteur des fils du général José Morán puis en fondant un lycée privé à Mexico. A une époque agitée où la haute société mexicaine est surtout préoccupée de politique, il est presque le seul amateur fortuné de manuscrits et rencontre peu de concurrence dans ses achats ; il se constitue ainsi une collection conséquente. Il acquit ses premiers manuscrits et peintures de la descendance de l’astronome Antonio de León y Gama.
Néanmoins, malgré ces sources abondantes à sa disposition pour l’étude de l’histoire mexicaine, il produira peu de recherches et gardera jalousement à l’abri des regards sa collection, qu’il emporte presque clandestinement lorsqu’il quitte le Mexique en 1840. Il semble en effet commencer à souffrir de paranoia et s’isolera de plus en plus pour devenir sur la fin de sa vie un vieillard d’aspect bizarre et négligé, défiant à l’égard de tout et de tous.
Il est néanmoins sollicité – mais pas parmi les premiers - pour être membre de la Commission scientifique du Mexique (1864-1867), dont la mission était de préparer et de suivre les progrès de la mission scientifique accompagnant l’expédition militaire entamée en 1861. Il s’y montre réservé, suspicieux, désordonné, sans charisme et peu diplomate, remettant par exemple un rapport si négatif sur le travail de certains correspondants mexicains que Doutrelaine, correspondant principal au Mexique, se voit obligé de prier le ministre de l’Instruction publique de rappeler aux membres de la commission l’importance de ne pas décourager les collaborateurs mexicains .
En 1889, il vend finalement sa collection à Eugène Goupil par l’entremise d’Eugène Boban qui en rédigera le catalogue, dans lequel il inclut une notice biographique de J. M. A. Aubin. Selon l'américaniste Daniel Garrison Brinton, il s'y serait résolu après avoir perdu beaucoup d'argent dans le scandale de Panama.

## Œuvre
- Mémoire sur la peinture didactique et l'écriture figurative des anciens Mexicains
- Histoire de la nation mexicaine... Manuscrit figuratif accompagné de texte en langue nahuatl ou mexicaine, suivi d'une traduction en français par feu J.-M.-A. Aubin. Reproduction du codex de 1576... (publiée par Eugène Boban.)
- Examen des anciennes peintures figuratives de l'ancien Mexique, (publiée par E. Leroux)

## Divers
Le bâtiment de l’ancienne mairie de sa ville natale de Tourrettes s’orne d’un bas-relief maya qui le commémore.
Au Mexique, il a prétendu être parent de l’abbé Sieyès.